# Amherst (Teksas)
Amherst je grad u američkoj saveznoj državi Teksas. Prema popisu stanovništva iz 2010. u njemu je živjelo 721 stanovnika.